# Амфібрахій
Амфібра́хій (грец. αμφιβραχυς — з обох боків короткий) — в античній версифікації — трискладова стопа на чотири мори з довгим середнім складом.
У силабо-тонічному віршуванні — трискладова стопа з середнім наголошеним складом (U—U). Константа віршового рядка може бути двоскладовою, перетворюючись на ямб з наголосом на останньому складі, чи в позанаголошеному стані містити кілька складів (пеан); найліпший варіант амфібрахія — при парокситонній римі, коли витворюється гармонійний акаталектичний рядок.
В українській поезії до амфібрахія вперше звернувся Є. Гребінка («Човен», «Українська мелодія» тощо). Найменш уживаний одностопний амфібрахій, що трапляється здебільшого в гетерометричних строфах задля увиразнення ліричного сюжету та акцентуації поетичної думки:
 — Матусю! Хто очі мені замінив? —
Всміхнеться, щоб сліз не побачив…
Сама — до вікна, до неораних нив —
І плаче… (Є. Плужник).
Двостопний амфібрахій також не часто зустрічається:
…ночами про подвиг
я марив малим,
а подвиг — це побут
без жару й золи,
шизоїдно чистий,
абсурдно міцний,
не вельми врочистий,
та дуже ясний (О. Шарварок).
Подеколи поети звертаються до тристопного амфібрахія:
На ґратах не місяць — корова,

Не сяйво — рапатий язик.
В залізних, вантажних оковах —
Життя божевільного лик (І. Крушельницький).
Прикладів чотиристопного амфібрахія в українському вірші теж не дуже багато:
О метана бурею, Нене злиденна,
Укріплю Тебе я на камені слова,
І будеш, як церква, ясна і сталенна! (В. Пачовський)
П'ятистопний амфібрахій надає поетичному мовленню ознак урочистості, як у вірші М. Бажана «На Карпатських узгір'ях»:
Просвічений сонцем, на вітрі, в зеленім огні
Він листя різьблене, обтяжене росами, сушить.
Хай ломляться гори, хай грози ревуть в вишині, —
Він тут вкорінився, він тут укріпився й не рушить.
Надзвичайно рідкісний амфібрахій — шестистопний (С. Голованівський: «Минають роки, як хвилини, і зорі згасають байдужо…»), що виразно розмежовує віршовий рядок на два піввірші, викликає враження «важкого» стилю. Подеколи поети звертаються і до вільного амфібрахія, наприклад, І. Франко:
Полудне.
Широкеє поле безлюдне.
Довкола для ока й для вуха
Ні духа! (…)